# Танна (город)
Танна (нем. Tanna) — город в Германии, в земле Тюрингия.
Входит в состав района Заале-Орла. Население составляет 3868 человек (на 31 декабря 2010 года). Занимает площадь 87,18 км². Официальный код — 16 0 75 132.